# Зауралье
Заура́лье в широком смысле — территория России восточнее Уральских гор. В узком смысле — как территория, непосредственно прилегающая к восточному склону Урала в бассейнах рек Тобол и Обь, окраинная часть Западно-Сибирской равнины. Располагается на территориях Курганской, Тюменской, Челябинской, Свердловской областей России.
Зауралье в узком смысле входит в состав Приуралья. Условно различают Северное, Среднее и Южное Зауралья. Границу между Южным и Северным Зауральем проводят по реке Исети. В массовом понимании Зауралье практически совпадает с Курганской областью, однако в научных работах такого отождествления не происходило.

## Происхождение термина
Термин «Зауралье» начинает устойчиво употребляться с первой половины XIX века и первоначально обозначал восточные сельскохозяйственные уезды Пермской губернии (Шадринский, Камышловский и другие). Однако широкого распространения этот термин в то время не получил. Лишь во второй половине XX века «Зауралье» оказалось «присвоено» Курганской области, возникшей в 1943 году.
Официальная газета областного и городского комитетов КПСС и областного и городского Советов депутатов трудящихся «Красный Курган» в 1959 году была переименована в «Советское Зауралье». На рубеже 1950—1960-х годов курганский историк А. А. Кондрашенков вводит термин «Зауралье» в научные исторические работы.
В настоящее время наименования, образованные от этого термина используются повсеместно: информационная программа «Вести Зауралья», газеты «Зауралье», «Зауральский курьер», издательство «Зауралье», Зауральский отдел Русского географического общества, курганский ЦУМ был переименован в «Зауральский торговый дом».